# Mohamed Ghannouchi
Mohamed Ghannouchi (tiếng Ả Rập: محمد الغنوشي; sinh 18 tháng 8 năm 1941) là thủ tướng Tunisia và tổng thống tạm thời từ ngày 14 tháng 1 năm 2011, đến ngày 15 tháng 1 năm 2011 theo điều 56 của hiến pháp Tunisia. Theo giới phân tích, Ghannouchi là một hình ảnh nổi bật trong chính phủ Tunisia; ông từng là bộ trưởng tài chính từ 1989 tới 1992 và Bộ trưởng Hợp tác quốc tế từ 1992 tới 1999. Ông trở thành thủ tướng Tunisia từ 1999.